# Izagre
 (décembre 2016).
Si vous disposez d'ouvrages ou d'articles de référence ou si vous connaissez des sites web de qualité traitant du thème abordé ici, merci de compléter l'article en donnant les références utiles à sa vérifiabilité et en les liant à la section « Notes et références ».
Izagre est une commune d'Espagne dans la province de León, communauté autonome de Castille-et-León. Elle s'étend sur 44,23 km2 et compte environ 184 habitants en 2015.

## Personnalités
- Cristóbal Vaca de Castro, magistrat du XVIe siècle.
- Esther Paniagua Alonso (1949-1994), religieuse béatifiée le 8 décembre 2018 parmi les Martyrs d'Algérie.